# Station Bressanone-Brixen
Station Bressanone-Brixen is een spoorwegstation aan de Brennerspoorlijn in de stad Brixen (Italië-Zuid-Tirol).
De stationsnaam wordt volgens de regels van Trenitalia in het Italiaans aangegeven, gevolgd door het Duits als lokale taal.